# Ogród Muzeum Archeologicznego w Krakowie
Ogród Muzeum Archeologicznego – zabytkowy ogród o powierzchni około 0,5 ha, znajdujący się w Krakowie, w dzielnicy I Stare Miasto przy ul. Poselskiej 3 u podnóża Wzgórza Wawelskiego, na Starym Mieście.
Jest to renesansowe założenie ogrodowe powstałe przy dawnym klasztorze karmelitów bosych, jest też jednym z większych ogrodów na krakowskim Starym Mieście,
W roku 1961 rozpoczęto rekonstrukcję ogrodu. Aby ustalić jego pierwotny wygląd posłużono się dawnymi planami Krakowa: tzw. Kołłątajowskim z roku 1785, Mosano i Chavana z 1796 roku oraz tzw. Senackim S. Enderle z lat 1802–1808.
Projekt nowego przestrzennego zagospodarowania ogrodu to praca naukowców z Politechniki Krakowskiej. Pod kierunkiem profesorów Gerarda Ciołka a potem Stefana Żychonia, zespół w skład którego wchodzili także Ewa Kułakowska-Bojęś, Aleksander Böhm, H. Schoen zajął się rozplanowaniem alejek i klombów, doborem odpowiedniej roślinności oraz wykonaniem małej architektury. Projekt zrealizowały krakowskie Pracownie Konserwacji Zabytków.
Ogród oddano do użytku na przełomie 1968 i 1969 roku, a jego właścicielem jest od 1967 roku Muzeum Archeologiczne w Krakowie.
Odbywają się w nim koncerty muzyki poważnej i rozrywkowej, swoje utwory prezentował tutaj Lluís Llach, kataloński bard i kompozytor, występowali finaliści Festiwalu Piosenki Studenckiej, odbyła się impreza z cyklu koncertów Męskie Granie, wystawiają swoje prace rzeźbiarze.